# سرور پایگاه داده سودمند
سرور پایگاه داده سودمند (به انگلیسی: Advantage Database Server) یک سامانه مدیریت پایگاه داده رابطه‌ای برای کسب و کارهای کوچک و متوسط است که به وسیله شرکت آلمانی اس آ پ (قبلاً سامانه‌های توسعه‌یافته) ایجاد و توسعه داده‌شد. 

## شرح
سرور پایگاه داده سودمند در سال ۱۹۹۳ میلادی برای توسعه‌دهندگان کلیپر معرفی شد.  سرور پایگاه داده سودمند به‌وسیله توسعه دهندگان نرم‌افزار به عنوان یک سرویس‌گیرنده-سرویس‌دهنده برای برنامه‌های به اشتراک‌گذاشته، شبکه، جداگانه، تلفن همراه و پایگاه داده اینترنت استفاده می‌شد. سرور پایگاه داده سودمند برای هر دوی دسترسی به داده مبتنی بر جدول روش دسترسی ترتیبی نمایه‌شده و روش دسترسی به داده مبتنی بر اس‌کیوال را فراهم می‌کند. 

### امکانات
امکانات عبارتند از: 
- تکثیر
- پشتیبان گیری بر خط
- دسترسی روش دسترسی ترتیبی نمایه‌شده (دسترسی ناوبری)
- سازگار با اس‌کیوال-۹۲
- بهینه‌ساز مقدار اس‌کیوال
- توابع تعریف‌شده به‌وسیله کاربر
- راه‌اندازها
- روش‌های ذخیره‌شده
- نمایش‌ها
- نام‌های مستعار سرور
- نمایه‌ها و ارتباط‌های رمزگذاری‌شده
- جدول‌های DBF و یادداشت‌های بیش از ۴ گیگابایت
- تراکنش‌ها
- رویدادها / اطلاعیه‌ها
- پشتیبانی ۶۴ بیتی
- جستجوی متن کامل
- پشتیبانی چند پردازنده‌ای
- ردپای کوچک
- وب سرویس Odata
- حمایت از فرمت داده بومی DBF
- پشتیبانی از یونی‌کد

## همچنین نگاه کنید
- سی‌بیس
- روش دسترسی ترتیبی نمایه‌شده